# Huadong

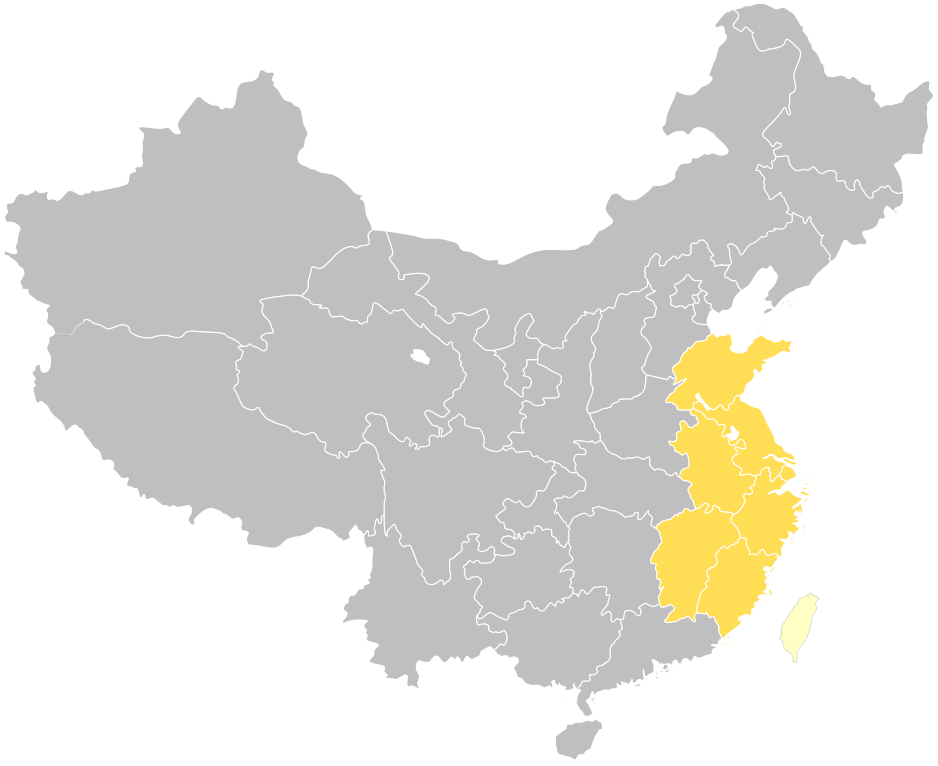
Ostchina (Huadong)

Huadong (chinesisch 華東 / 华东, Pinyin Huádōng, kurz von: 華東地區 / 华东地区,  Huádōng Dìqū – „ostchinesische Region“) ist die chinesische Bezeichnung für den Großraum Ostchina bzw. Ostchinesische Region. 
Er umfasst die folgenden Verwaltungseinheiten auf Provinzebene:
1. Shandong
2. Jiangsu
3. Zhejiang
4. Anhui
5. Jiangxi
6. Fujian
7. Shanghai

## Taiwan
Historisch gehörte auch Taiwan zur chinesischen Region "Huadong".